# Estlands sjöfartshögskola

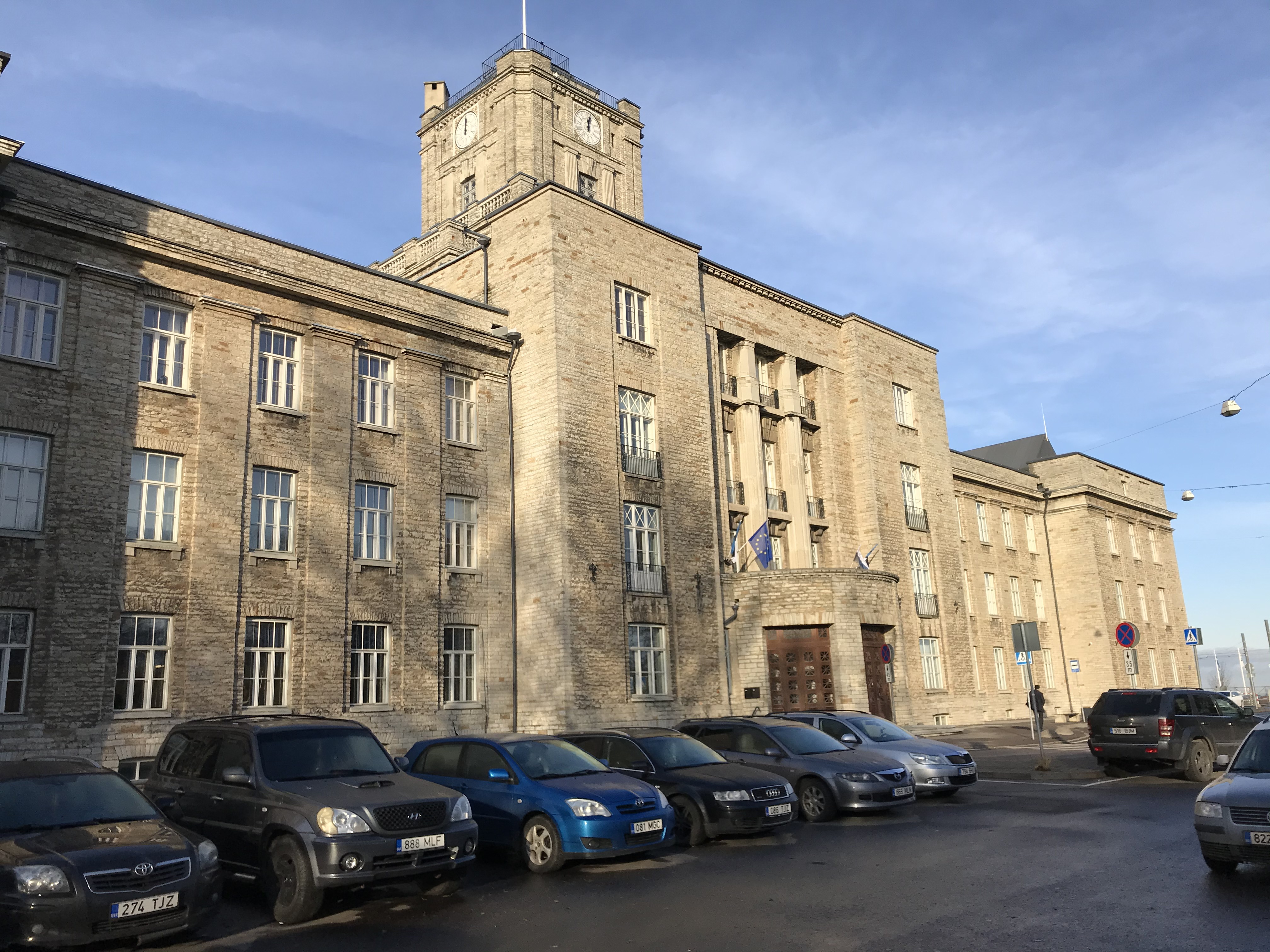

Estlands sjöfartshögskola (estniska: Eesti Mereakadeemia) är en estnisk yrkeshögskola, som ingår i Tallinns tekniska universitet. Högskolans huvudcampus ligger i Tallinn och den har även ett campus i Kuressaare på Ösel.

## Historik
Den första navigationsskolan i Estland, en så kallad räkneskola, grundades 1715 i Tallinn och senare inrättades en skola också i Narva. 
År 1880 grundades en skola i Tallinn för barn till hamnens anställda, varifrån de bästa eleverna fick rätt att arbeta på fartyg som däcksbefäl. Under andra hälften av 1800-talet grundades också flera estniska navigationsskolor, varibland den första var Heinaste sjöfartsskola, som var verksam 1864-1916 och som undervisade på estniska, ryska och lettiska.  
Tallinns sjöfartshögskola grundades som Tallinns sjöfartsskola 1919, samtidigt med att skeppsingenjörer började utbildas på Tallinns skepsingenjörsskola. Dessa två undervisningsinstitutioner slogs samman 1935. 
År 2014 gick Estniska sjöfartshögskolan in under Tallinns tekniska universitet. Det blev 2017 en av fem fakulteter inom Tallinns tekniska universitet.

## Ämnesområden
- Navigation
- Skeppsmaskinlära
- Hamndrift och shipping
- Farledssäkerhet
- Fiskemetoder och fiskeadministration
- Företagsekonomi

## Byggnaden
Sjöfartshögskolan ligger sedan omkring 2009 i stadsdelen Kopli i Tallinn. Byggnaden ritades av Aleksander Dimitrijev och uppfördes 1913–1915 i murad kalksten som Rysk-baltiska skeppsvarvets kontorsbyggnad. Tallinns tekniska skola, från 1936 Tallinns polytekniska högskola, flyttade in i byggnaden 1931. Också Tallinns sjöfartsskola hade 1933–1936 utrymmen i huset.
Byggnaden är ett byggnadsminne sedan 1995.